# Biscotti salati all'anice
Les biscotti salati all'anice (en français : biscuits salés à l'anis), familièrement appelés biscotti coll'anici, sont un produit alimentaire traditionnel du Monte Amiata, en particulier des communes d'Abbadia San Salvatore, Piancastagnaio, Arcidosso et Roccalbegna. Malgré leur nom, ce sont des produits salés semblables aux taralli méridionaux, aromatisés aux graines d'anis, avec une forme typique en 8 entrelacé et une technique de cuisson spéciale qui les rend semblables aux bretzels d'origine teutonne et aux scaldatelli originaires du sud de l'Italie.
Ils sont également connus sous le nom de « biscuits de la mariée ».

## Histoire
Les origines du biscotti salati all'anice sont très anciennes et remontent au Moyen Âge. En effet, les matières premières simples et facilement disponibles l'ont rendu populaire dans toutes les familles des villages. Il est issu d'une tradition paysanne et c'est un produit de longue conservation qui garde son goût et sa saveur pendant quelques jours.
Les agriculteurs l'emportaient avec eux pendant la journée et, si nécessaire, c'était une excuse pour faire une pause et récupérer de l'énergie avant de poursuivre le travail dans les champs. Le biscuit était également utilisé pour le sevrage des enfants et pour atténuer le besoin de toujours mordre dans quelque chose pendant la période de dentition. Aujourd'hui, en plus de la production à domicile qui se transmet de génération en génération, il existe une production très répandue dans les boulangeries de la région d'origine pour la revente au public.

## Recette
La recette de base, établie dans un cahier des charges de production en avril 2016, prévoit l'utilisation de farine, de levure de bière, d'eau, d'huile d'olive extra vierge et de vin blanc (ces deux derniers étant strictement produits dans la zone d'Amiata), de graines d'anis et de sel. Ils sont cuits deux fois : après avoir préparé la pâte et donné aux biscuits leur forme typique en 8, ils sont d'abord bouillis dans de l'eau salée pendant quelques secondes, puis cuits au four.